# Perclorato de rubídio
Perclorato de Rubídio, RbClO4, é o perclorato de rubídio. É um oxidante, como os demais percloratos.
Apresenta Polimorfismo. Abaixo de 279 °C, cristaliza num sistema cristalino ortorrômbico com parâmetros de rede iguais a a = 0.927nm, b = 0.581nm, c = 0.753nm. Acima de 279 °C, apresenta-se num sistema cristalino cúbico com parâmetro de rede igual a a = 0.770nm.
Tabela de solubilidade em água:
| Temperatura (°C)          | 0    | 8.5  | 14    | 20    | 25   | 50    | 70   | 99    |
| Solubilidade (g / 100 ml) | 1.09 | 0.59 | 0.767 | 0.999 | 1.30 | 3.442 | 6.72 | 17.39 |